# Gérard Berréby
Pour les articles homonymes, voir Berréby.
 (avril 2024).
Si vous disposez d'ouvrages ou d'articles de référence ou si vous connaissez des sites web de qualité traitant du thème abordé ici, merci de compléter l'article en donnant les références utiles à sa vérifiabilité et en les liant à la section « Notes et références ».
 (mars 2024).
La mise en forme du texte ne suit pas les recommandations de Wikipédia : il faut le « wikifier ».
Les points d'amélioration suivants sont les cas les plus fréquents. Le détail des points à revoir est peut-être précisé sur la page de discussion.
- Les titres sont pré-formatés par le logiciel. Ils ne sont ni en capitales, ni en gras.
- Le texte ne doit pas être écrit en capitales (les noms de famille non plus), ni en gras, ni en italique, ni en « petit »…
- Le gras n'est utilisé que pour surligner le titre de l'article dans l'introduction, une seule fois.
- L'italique est rarement utilisé : mots en langue étrangère, titres d'œuvres, noms de bateaux, etc.
- Les citations ne sont pas en italique mais en corps de texte normal. Elles sont entourées par des guillemets français : « et ».
- Les listes à puces sont à éviter, des paragraphes rédigés étant largement préférés. Les tableaux sont à réserver à la présentation de données structurées (résultats, etc.).
- Les appels de note de bas de page (petits chiffres en exposant, introduits par l'outil «  Source ») sont à placer entre la fin de phrase et le point final[comme ça].
- Les liens internes (vers d'autres articles de Wikipédia) sont à choisir avec parcimonie. Créez des liens vers des articles approfondissant le sujet. Les termes génériques sans rapport avec le sujet sont à éviter, ainsi que les répétitions de liens vers un même terme.
- Les liens externes sont à placer uniquement dans une section « Liens externes », à la fin de l'article. Ces liens sont à choisir avec parcimonie suivant les règles définies. Si un lien sert de source à l'article, son insertion dans le texte est à faire par les notes de bas de page.
- La présentation des références doit suivre les conventions bibliographiques. Il est recommandé d'utiliser les modèles {{Ouvrage}}, {{Chapitre}}, {{Article}}, {{Lien web}} et/ou {{Bibliographie}}. Le mode d'édition visuel peut mettre en forme automatiquement les références.
- Insérer une infobox (cadre d'informations à droite) n'est pas obligatoire pour parachever la mise en page.

Pour une aide détaillée, merci de consulter Aide:Wikification.
Si vous pensez que ces points ont été résolus, vous pouvez retirer ce bandeau et améliorer la mise en forme d'un autre article.
Gérard Berréby, né en 1950 à Thala (Tunisie), est un éditeur et écrivain français, fondateur des éditions Allia en 1982.

## Biographie
Il se passionne dans sa jeunesse pour la boxe ou pour le rock tout en voyageant à travers l'Europe. Il achète les livres des éditions Champ Libre qui lui donneront l'inspiration de fonder sa propre maison d'édition, Allia, en 1982.
Avant cela, en 1979, découvrant l’interdiction faite par Aragon à son éditeur Gallimard de réimprimer son ouvrage surréaliste de 1928 Traité du style, il fait réaliser par un imprimeur parisien, en 1 000 exemplaires au nom des « éditions du Souvenir », maison d’édition fictive, une « édition pirate » de l’ouvrage, exact fac-similé de l’original sauf un aphorisme du surréaliste belge Louis Scutenaire en page 4 de couverture,.
Le premier livre publié chez Allia est Mes inscriptions de Louis Scutenaire, suivi de deux ouvrages sur la révolution russe (L'Insurrection de Cronstadt d'Ante Ciliga et Souvenirs sur Nestor Makhno d'Ida Mett) puis d'une somme sur l'Internationale situationniste (I.S.).
En avril 2010, Gérard Berréby publie son premier livre en tant qu'auteur, Stations des profondeurs. 
Il devient en septembre 2011 rédacteur en chef de la revue trimestrielle Feuilleton.

## Publications
- Documents relatifs à la fondation de l'Internationale situationniste, 1948-1957  (éd. établie par Gérard Berréby), Paris, Allia, 1985, 650 p. (ISBN 2-904235-051)
- Jean-Michel Mension (Entretiens avec Gérard Berréby et Francesco Milo), La Tribu, Paris, Allia, 1998, 208 p. (ISBN 979-10-304-0812-6)
- Ralph Rumney (Entretiens avec Gérard Berréby en collaboration avec Giulio Minghini et Chantal Osterreicher), Le Consul, Paris, Allia, 1998 (rééd. 2018), 192 p. (ISBN 979-10-304-0829-4)
- Joseph Wolman (éd. établie par Gérard Berréby et Danielle Orhan), Défense de mourir, 1950-1995, Paris, Allia, 2001, 404 p. (ISBN 2-84485-063-4)
- Textes et documents situationnistes, 1957-1960  (éd. établie par Gérard Berréby), Paris, Allia, 2004, 264 p. (ISBN 2-84485-141-X)
- Piet de Groof (Entretiens avec Gérard Berréby et Danielle Orhan), Le Général situationniste, Paris, Allia, 2007 (ISBN 978-2-84485-257-1)
- Gérard Berréby, Stations des profondeurs, Paris, Allia, 2010, 80 p. (ISBN 2-84485-352-8)
- Gérard Berréby et Raoul Vaneigem (avec la collaboration de Sébastien Coffy et Fabienne Lesage), Rien n'est fini, tout commence, Paris, Allia, 2014, 400 p. (ISBN 978-2-84485-926-6)
- Gérard Berréby (film, durée: 30'), La colle ne fait pas le collage, Paris, Allia, 2014 (ISBN 978-2-84485-925-9)
- Gérard Berréby, Joker & Mat, Paris, Allia, 2016, 80 p. (ISBN 979-10-304-0074-8)
- Gérard Berréby, Comme une Neptune, Lausanne, art&fiction, 2018 (ISBN 978-2-940570-37-9)

- Gérard Berréby, La Banlieue du monde, Paris, Allia, 2019, 112 p. (ISBN 979-10-304-1010-5)
- Gérard Berréby, Le Silence des mots, Paris, Allia, 2021, 104 p. (ISBN 979-10-304-1379-3)
- Gérard Berréby, L'Imparfait du subjectif, Paris, Allia, 2023, 128 p. (ISBN 979-10-304-2961-9)
- Gérard Berréby, Documents relatifs à l'édition pirate du Traité du style de Louis Aragon par Gérard Berréby, entretien avec Aurélie Noury ; postace de Nathalie Leleu, Paris, Éditions Incertain Sens, 2024, 152 p. (ISBN 978-2-914291-92-7)

### Préfaces et postfaces
- Asger Jorn et Guy-Ernest Debord (présentation de Gérard Berréby), Fin de Copenhague, Paris, Allia, 2001, 56 p. (ISBN 2-84485-059-6)
- Henri Rollin, L'Apocalypse de notre temps : les dessous de la propagande allemande d'après des documents inédits, précédé de Le faux et son usage par Gérard Berréby, Paris, Éditions Allia, 2005  (ISBN 2-84485-197-5)
- Marcel Proust, Sentiments filiaux d'un parricide, Paris, Allia, 2016, 80 p. (ISBN 979-10-304-0108-0), suivi de « Une tragédie intemporelle » par Gérard Berréby

## Intervention orale
Il intervient le premier avril 2011 au CipM de Marseille dans le cadre de la manifestation "Poésie et Rock".